# Victor Harbor
Victor Harbor è una città situata sulla costa della Penisola di Fleurieu, in Australia Meridionale; essa si trova 80 chilometri a sud di Adelaide ed è la sede della Città di Victor Harbor. Al censimento del 2006 contava 10 380 abitanti. La città è il più grande centro abitato sulla penisola, con un'economia basata sull'agricoltura, sulla pesca e su varie attività industriali. È anche molto popolare per le mete turistiche, tanto che la popolazione si espande notevolmente durante il periodo estivo. Nel periodo invernale è possibile ammirare le balene franche australi che si crogiolano al sole di Encounter Bay, a pochi metri dalla riva.

## Origini del nome
Con la propria nave, “HMS Victor”, il Capitano Crozier sbarcò nei pressi di Granite Island e nominò il territorio adiacente Victor Harbor come la propria nave. La città di Victor Harbor non esistette fino al 1863, quando apparvero per la prima volta edifici in pietra. Victor Harbor era originariamente conosciuta come Port Victor, ma il suo nome fu cambiato nel 1921. Malgrado il termine harbour sia normalmente scritto con una u nell'Inglese australiano, il nome della città è "Victor Harbor". Questa scrittura, rinvenuta in diverse località geografiche del Sud Australia, come Outer Harbor, è il risultato degli errori di scrittura commessi da uno dei primi Generali Ispettori del Sud Australia. Al contrario, il nome della ferrovia dell'isola è "Victor Harbour".

## Storia

### La scoperta
La baia su cui si estende Victor Harbor fu scoperta da Matthew Flinders nell'aprile del 1802, durante un'esplorazione delle coste partita da ovest. Successivamente egli incontrò Nicolas Baudin a Le Geographic (nei pressi della Murray Mouth), alcuni chilometri ad est dell'odierna collocazione di Victor Harbor. Baudin stava esplorando la costa da est per la Francia napoleonica. Le navi tornarono alla baia e si ripararono mentre i capitani, le nazioni dei quali erano in guerra, confrontavano le proprie osservazioni. I marinai nominarono il territorio "Baia dell'Incontro" dopo questo confronto. 

### Sfruttamento economico
Nel 1837 furono costruite due postazioni per la caccia alla balena, uno sulla scogliera (Capo Rosetta) ed un'altra quasi di fronte a Granite Island ed il grasso di balena divenne il primo prodotto esportato dal Sud Australia. L'ultima balena fu abbattuta nel 1872.

## Territorio e governo
L'area, riconosciuta come città solo nel 2000, ha una popolazione di circa 13 000 abitanti, ma può arrivare ad ospitarne circa 50000 durante il periodo estivo. Come le aree di governo locali in Australia, la città di Victor Harbor include l'area rurale citcostante e la municipalità contigua di Encounter Bay; la sua area totale è di 34463 ettari. Essa include i confini con le municipalità di Yankalilla e Alexandrina. La città fa parte del distretto elettorale di Finniss e della Divisione di Mayo.

## Attrazioni

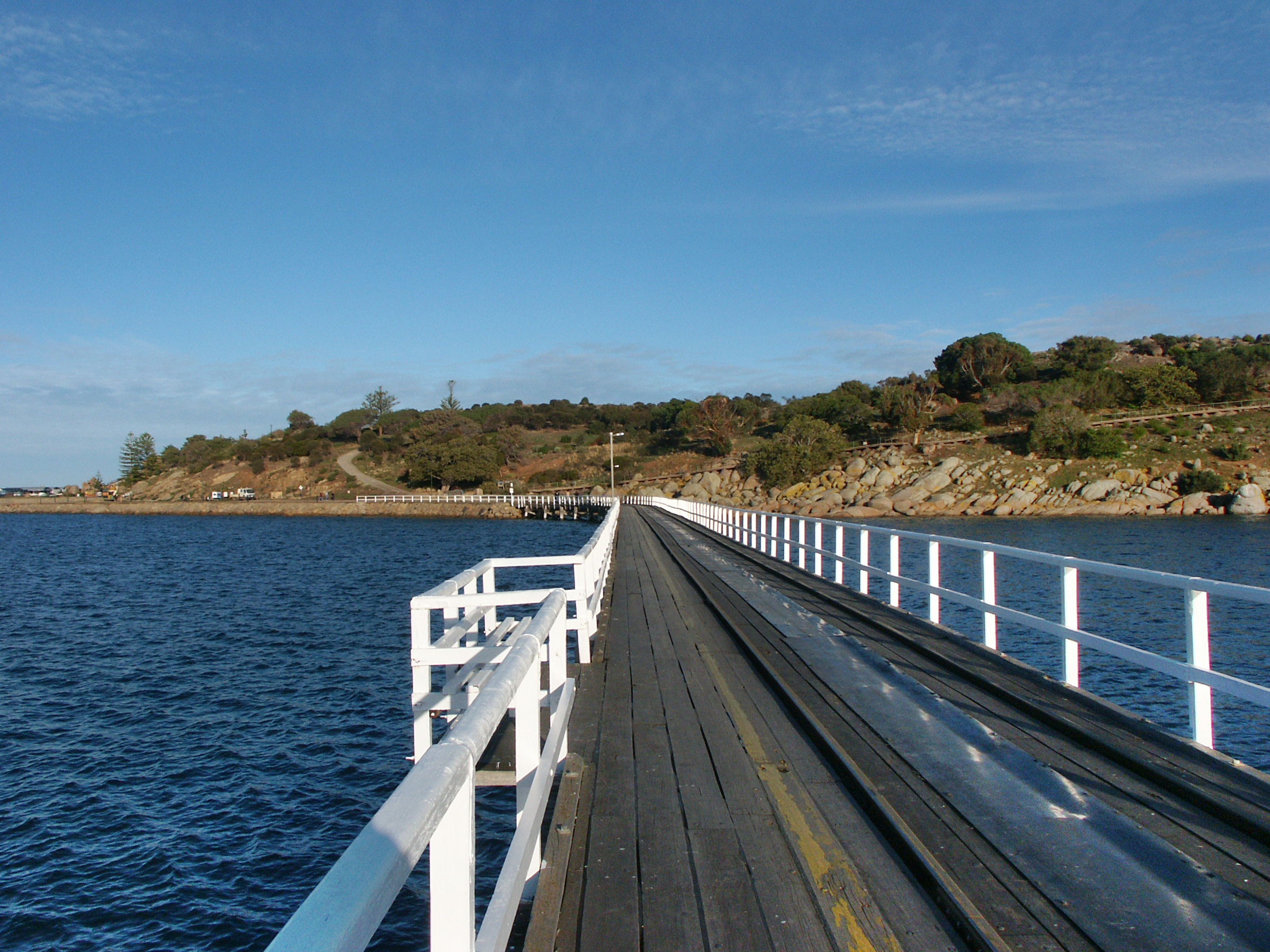
La strada rialzata che conduce a Granite Island da Victor Harbor.

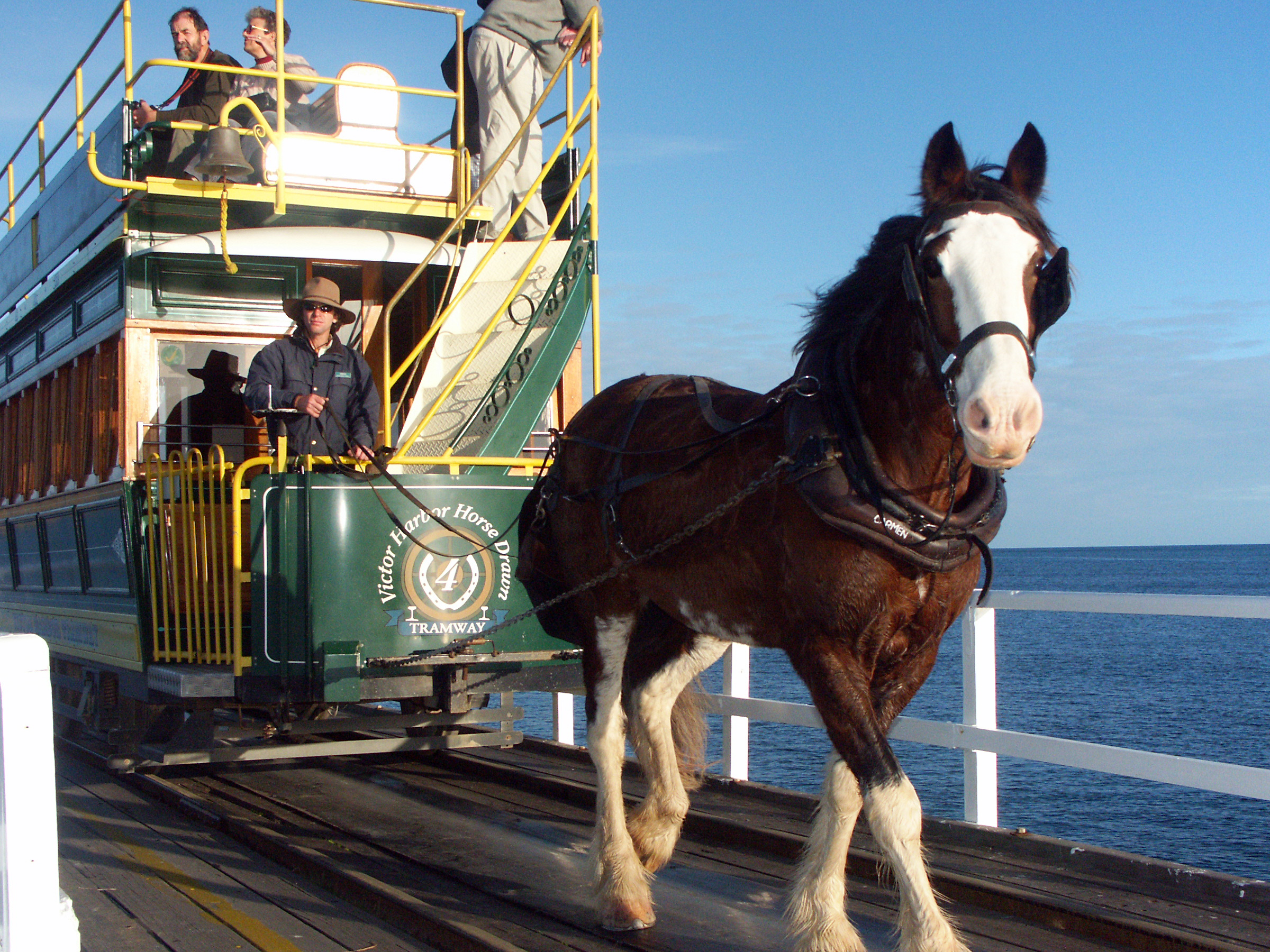
Un tram trasportato da un cavallo diretto a Granite Island.

Un luogo molto frequentato è Granite Island, isoletta collegata al resto del continente tramite una breve strada rialzata riservata ai pedoni e al servizio di tram a cavallo, di cui si occupa la Victor Harbor Horse Drawn Tram. A Granite Island è inoltre situata una vasta colonia di cuccioli di pinguini minori blu, che costituiscono una grande attrazione. Questi pinguini soggiornano sull'isola durante la notte per poi andare a caccia di cibo in mattinata ed infine rientrare al tramonto.